# Preniltransferasa
Las preniltransferasas son una clase de enzimas que transfieren grupos alílicos prenilo a diferentes moléculas aceptoras. Las preniltransferasas comúnmente refieren a prenil difosfato sintasas.

## Clasificación
Las preniltransferasas por lo general se dividen en dos clases, cis (o Z) y trans (o E), dependiendo de la estereoquímica del producto resultante. Ejemplos de trans-preniltransferasas incluyen a la dimetilaliltranstransferasa, y geranilgeranil pirofosfato sintasa. Dentro de las cis-preniltransferasas se incluyen la deshidrodolicol difosfato sintasa (involucrada en la producción de precursores del dolicol).

## Estructura y función
La subunidad beta de las farnesiltransferasas es responsable por la unión a péptidos. La escualeno-hopeno ciclasa es una enzima bacteriana que cataliza la ciclación del escualeno para formar hopeno, un paso clave en el metabolismo de los hopanoides (triterpenoides). La lanosterol sintasa (EC 5.4.99.7) (oxidosescualeno-lanosterol ciclasa) cataliza la ciclación del (S)-2,3-epoxiescualeno a lanosterol, el precursor inicial del colesterol, hormonas esteroideas y vitamina D en los vertebrados y del ergosterol en el reino fungi. La cicloartenol sintasa (EC 5.4.99.8) (2,3-epoxiescualeno-cicloartenol ciclasa) es una enzima de las plantas que cataliza la ciclación del (S)-2,3-epoxiescualeno a cicloartenol.

## Proteínas humanas que contienen este dominio
FNTB; LSS; PGGT1B; RABGGTB